# 古乳齒象
古乳齒象（Palaeomastodon）是已滅絕的長鼻目。牠們的化石在非洲發現，估計屬於3600-3500萬年前。相信牠們是象或乳齒象的祖先。牠們是始祖象的近親。

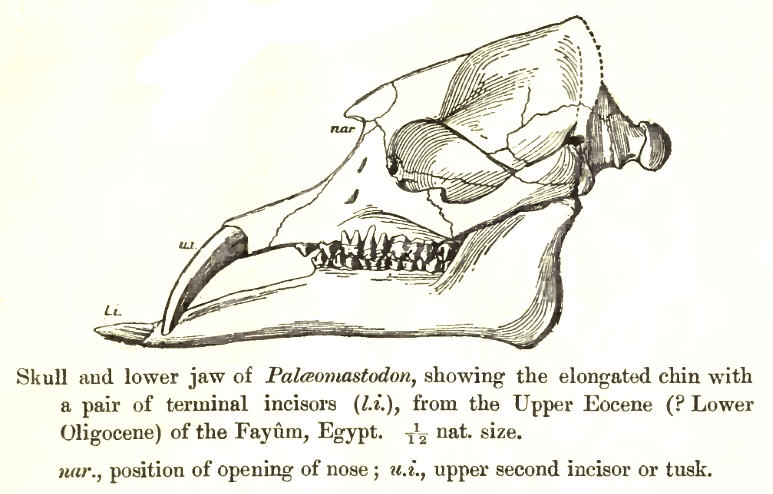
古乳齒象的頭顱骨。

古乳齒象有上下象牙及象鼻。身高1-2米及重達2噸。下象牙較為扁平。